# 2022年のバレーボール
< 2022年 | 2022年のスポーツ
2022年のバレーボール（2022ねんのバレーボール）では、2022年のバレーボール関連の出来事をまとめる。
2021年のバレーボール - 2022年のバレーボール - 2023年のバレーボール

## できごと

### 1月
- 9日 - 【JVA・高体連】この日まで行われた第74回全日本バレーボール高等学校選手権大会男女決勝が行われ、男子は日本航空が鎮西に2セットダウンから逆転勝ちで初優勝。女子は就実が古川学園を3-1で下し2年連続4回目の優勝[1][2]。
- 13日 - 【JVA】日本バレーボール協会が理事会を開き、ビーチバレーの担当役員が国際大会でのキャンセル手続きで診断書偽造を行った件について嶋岡健治会長を解職処分など関係者の処分を決定した[3]。

### 3月
- 1日 - 【FIVB】国際バレーボール連盟（FIVB）はこの日、今夏に開催予定の男子世界選手権について、ロシアの開催剥奪を決定[4][5]。また、VFRとベラルーシの国際大会の出場権も剥奪。

### 4月
- 14日 - 【FIVB】ポーランドの首相のマテウシュ・モラヴィエツキが、男子世界選手権を自国とスロベニアで開催すると発表。翌日国際バレーボール連盟も共催を正式に発表した。
- 15日 - 【JVA・V.LEAGUE】V.LEAGUE Division1（V1）女子ファイナルの決勝第2戦は久光スプリングスとJTマーヴェラス両チームから新型コロナウイルス陽性者が出たため第1戦を勝利していた久光スプリングスが規定により3年ぶり8回目の優勝[6]。
- 17日 - 【JVA・V.LEAGUE】この日千葉ポートアリーナで行われたV.LEAGUE Division1（V1）男子ファイナルの決勝第2戦はサントリーサンバーズがウルフドッグス名古屋に1勝1敗からゴールデンセットの末25-17で制し2年連続9回目の優勝[7]。

### 5月
- 5日 - 【JVA】第70回黒鷲旗全日本男女選抜バレーボール大会男女決勝が行われ、男子はサントリーサンバーズがジェイテクトSTINGSを3-0で降し、2大会連続9回目、女子は東レアローズがPFUブルーキャッツを3-1で降し2大会連続6回目の優勝[8]。
- 20日 - 【AVC】5月14日よりイランで開催されていた男子アジアクラブ選手権がこの日閉幕。決勝戦はイランのペイカン・テヘランVCと日本のサントリーが進出し3-2でペイカン・テヘランVCが勝利し11年ぶり8度目の優勝を果たした。また、大会MVPにはイランのサイード・マルーフが選ばれた[9]。

### 7月
- 3日 - 【JVA・V.LEAGUE】この日深谷市総合体育館で行われたV・サマーリーグ東部大会でPFUブルーキャッツが優勝し、大会2連覇を果たした[10]。同日姫路市立中央体育館で行われたV・サマーリーグ西部大会でJTマーヴェラスが優勝した[11]。
- 17日 - 【FIVB】7月13日よりトルコで開催されていたネーションズリーグがこの日閉幕。決勝戦はイタリアとブラジルが進出し3-0でイタリアが勝利し大会初優勝を果たした。3位はセルビアとトルコで争い、セルビアが3-1で勝利した[12]。また、大会MVPにはイタリアのパオラ・エゴヌが選ばれた[13]。
- 24日 - 【FIVB】7月20日よりイタリアで開催されていたネーションズリーグがこの日閉幕。決勝戦はフランスとアメリカが進出し3-2でフランスが勝利し大会初優勝を果たした。3位はイタリアとポーランドで争い、ポーランドが3-0で勝利した[14]。また、大会MVPにはフランスのイアルバン・ヌガペトが選ばれた[15]。

### 8月
- 1日 - 【JVA・高体連】この日まで行われた全国高等学校総合体育大会女子決勝で金蘭会（大阪第1）が古川学園（宮城）に3-0で勝ち8年ぶり2回目の優勝[16]。
- 7日 - 【JVA・高体連】この日まで行われた全国高等学校総合体育大会男子決勝で東山（京都）が東福岡（福岡）に3-0で勝ち初優勝[17]。

### 9月
- 11日 - 【FIVB】8月26日よりポーランドとスロベニアで開催されていた2022年バレーボール男子世界選手権がこの日閉幕。決勝戦にはイタリアとポーランドが進出し3-1でイタリアが4度目の世界大会優勝を果たした。3位はブラジルとスロベニアで争い、ブラジルが3-1で勝利した[18]。

### 10月
- 15日 - 【FIVB】9月23日よりポーランドとオランダで開催されていた2022年バレーボール女子世界選手権がこの日閉幕。決勝戦にはブラジルとセルビアが進出し0-3でセルビアが2度目の世界大会優勝を果たした。3位はイタリアとアメリカで争い、イタリアがストレートで勝利した[19]。

### 12月
- 18日 - 【JVA】令和4年度天皇杯・皇后杯全日本バレーボール選手権大会ファイナルラウンド決勝が行われ男子はジェイテクトSTINGSが3-0で東レアローズを下し2年ぶり2回目、女子はNECレッドロケッツが東レアローズを3-1で下し初優勝[20][21]。

## 結果

### 国内大会

#### 日本
- 第74回全日本バレーボール高等学校選手権大会（春高バレー）（1月5日 - 9日・東京体育館）
  - 男子決勝：日本航空（山梨） 3 - 2 鎮西（熊本）
  - 日本航空は初優勝。
  - 女子決勝：就実（岡山） 3 - 1 古川学園（宮城）
  - 就実は2年連続4回目の優勝。
- 2021/22V1リーグファイナル
  - 男子V1リーグ決勝 サントリーサンバーズ（1勝1敗・ゴールデンセット ウルフドッグス名古屋（2年連続9回目）
  - 女子V1リーグ決勝 久光スプリングス （3年ぶり8回目）
  - 男子V2リーグ優勝 - ヴォレアス北海道
  - 女子V2リーグ優勝 - 群馬銀行グリーンウイングス
- 第70回黒鷲旗全日本男女選抜バレーボール大会（4月30日 - 5月5日・丸善インテックアリーナ大阪）
  - 男子決勝 サントリーサンバーズ（V1） 3 - 0 ジェイテクトSTINGS（V1）（2大会連続9回目）
  - 女子決勝 東レアローズ（V1） 3 - 1 PFUブルーキャッツ（V1）（2大会連続6回目）
- 全国高等学校総合体育大会
- 男子決勝 8月7日・香川県丸亀市・丸亀市民体育館　
  - 東山（京都） 3 - 0 東福岡（福岡）
    - 東山は初優勝。
- 女子決勝 8月1日・徳島県徳島市・とくぎんトモニアリーナ　
  - 金蘭会（大阪） 3 - 0 古川学園（宮城）
    - 金蘭会は8年ぶり2回目の優勝。

- 令和4年度天皇杯・皇后杯全日本バレーボール選手権大会ファイナルラウンド（12月9日 - 18日・東京体育館
  - 男子決勝 - ジェイテクトSTINGS（V.LEAGUE Division1） 3 - 0 東レアローズ （V.LEAGUE Division1）（2大会ぶり2回目）
  - 女子決勝 - NECレッドロケッツ（V.LEAGUE Division1） 3 - 1 東レアローズ （V.LEAGUE Division1）（初優勝）【黒鷲旗全日本男女選抜バレーボール大会から皇后杯分離・新設後】